# 瓦迪斯瓦夫·杰林斯基
瓦迪斯瓦夫·杰林斯基（波蘭語：Władysław Zieliński，1935年7月14日—），波兰男子皮划艇运动员。他曾代表波兰参加1960年、1964年和1968年夏季奥林匹克运动会皮划艇比赛，其中1960年奥运会获得一枚铜牌。